# Guilherme Costa
Guilherme Pereira da Costa (né le 1er octobre 1998 à Rio de Janeiro, État de Rio de Janeiro) est un nageur brésilien. Il est le médaillé de bronze du 400 mètres nage libre aux Championnats du monde 2022. Aux Jeux panaméricains, il a été champion du 400, 800 et 1 500 mètres nage libre. Il est également actuellement détenteur du record sud-américain du 400, 800 et 1 500 mètres nage libre.

## Carrière internationale

### 2017-2021
Aux Championnats du monde de natation 2017 à Budapest, il a participé au 1500 mètres nage libre, terminant à la 19e place.
Le 6 décembre 2017, participant à l'Open du Brésil (grand bassin) à Rio de Janeiro, il bat le record sud-américain du 1500 mètres nage libre, avec un temps de 14:59.01. C'est la quatrième fois en 2017 qu'il bat le record sud-américain de cette course,.
Aux Jeux sud-américains de 2018 à Cochabamba, il a remporté la médaille d'or au 400 m et la médaille d'argent au 1500 m nage libre.
Le 30 juin 2018, participant au Trophée Sette Colli (grand bassin) à Rome, il bat le record sud-américain du 800 mètres nage libre, avec un temps de 7:50.92.
Aux Championnats pan-pacifiques 2018 à Tokyo, au Japon, il a terminé 4e du relais 4 × 200 mètres nage libre, 4e du 800 mètres nage libre et 4e du 1500 mètres nage libre,,.
Aux Championnats du monde de natation 2019 à Gwangju, en Corée du Sud, il a terminé 21e du 800 mètres nage libre et 25e du 1500 mètres nage libre,.
Aux Jeux panaméricains de 2019 qui se sont tenus à Lima, au Pérou, Costa a remporté son plus grand titre, la médaille d'or au 1500 mètres nage libre, avec un temps de 15:09.93. Le Brésil n'a pas remporté cette épreuve aux Jeux panaméricains depuis que Tetsuo Okamoto l'a remportée lors de la première édition des Jeux, en 1951,.
En décembre 2019, participant à l'US Open (grand bassin) à Atlanta, il bat le record sud-américain du 400 mètres nage libre, avec un temps de 3:46.57, du 800 mètres nage libre, avec un temps de 7:47.37 et au 1500 mètres nage libre, avec un temps de 14:55.49,,.
Le 19 avril 2021, en participant aux sélections olympiques brésiliennes, il a abaissé son record sud-américain du 400 m nage libre, avec un temps de 3:45.85.

### Jeux olympiques de 2020
Aux Jeux olympiques d'été de 2020 à Tokyo, Costa a presque battu le record sud-américain du 400 mètres nage libre, avec un temps de 3:45,99. Il a terminé à la 11e place, à 0,32 s d'une place en finale. Au 800 mètres nage libre, il a battu le record sud-américain lors des qualificatifs avec un temps de 7:46,08, se classant 5e pour la finale. Costa a terminé 8e de la finale du 800 m nage libre, puis 13e dans la série du 1 500 m nage libre,,,.

### 2021-2024
Aux Championnats du monde de natation 2022, à Budapest, en Hongrie, il est devenu le premier Brésilien et sud-américain de l'histoire à remporter une médaille au 400 mètres nage libre, obtenant le bronze avec un temps de 3:43.31, un nouveau record sud-américain. Il s'agissait de la première médaille d'un Sud-Américain au 400 m libre masculin dans une grande compétition internationale depuis l'Argentin Alberto Zorrilla aux Jeux olympiques de 1928. Aucun Sud-Américain ne s'était jamais qualifié pour la finale du 400 m nage libre aux Championnats du monde. Au 800 m nage libre, Costa a battu le record sud-américain avec un temps de 7:45.48, terminant à la 5e place, la meilleure position jamais obtenue par un sud-américain dans l'épreuve (aucun nageur sud-américain n'avait même atteint la finale de cette épreuve en championnats du monde). Au 1500 m nage libre, Costa a battu le record sud-américain lors des qualificatifs, avec un temps de 14:53,03, se qualifiant 4e pour la finale. En finale, Costa a détruit le record sud-américain, l'abaissant de plus de 4 secondes, avec un temps de 14:48.53, terminant à la 6e place et égalant la meilleure note de l'histoire du Brésil en course (6e place de Luiz Lima en 1998). Après les épreuves en piscine, il a nagé en eau libre, dans l'équipe mixte du relais 6 km, où le Brésil a terminé à la 5e place,,,,,.
En septembre 2022, lors du Trophée José Finkel à Recife, il bat le record sud-américain en petit bassin du 800 mètres nage libre, avec un temps de 7:41.23. et au 1500 mètres nage libre, avec un temps de 14:39.42.
Aux Championnats du monde de natation 2023, à Fukuoka, au Japon, il reste parmi les meilleurs au monde, terminant 4e au 400 mètres nage libre, 7e au 800 mètres nage libre et 8e au relais 4x200 mètres nage libre. Il a choisi de ne pas participer au 1 500 m nage libre, mais de nager le relais,,.
Aux Jeux panaméricains de 2023 organisés à Santiago, au Chili, Costa a remporté 4 médailles d'or au 400 mètres libre masculin, avec un temps de 3,46,79, record des Jeux panaméricains ; au 800 mètres libre masculin, avec un temps de 7:53.01, record des Jeux panaméricains; au 1 500 mètres libre masculin, avec un temps de 15:09,29 ; et au 4 x 200 mètres libre masculin, avec un temps de 7:07,53, record des Jeux panaméricains,,,.
Aux Championnats du monde de natation 2024, il reste parmi les meilleurs au monde, terminant 4e au 400 mètres nage libre. Inscrivant pour la première fois le 200 m nage libre à sa gamme d'épreuves, il atteint la finale avec un temps de 1:46,06 (indice olympique) en demi-finale, étant seulement le 2ème Brésilien de l'histoire à atteindre une finale de Championnat du Monde dans cette discipline. événement. Le calendrier de Doha étant constitué de plusieurs épreuves de style libre accumulées dans les premiers jours, il a nagé les séries du 800 m nage libre mais a fini par manquer d'énergie pour bien terminer la course - en milieu de course, il a abandonné la tentative, terminant 27e avec un temps de 7:58.02. Lors de la finale du 200 m nage libre, en soirée, il termine 8ème avec un temps de 1:46.87. Ne se qualifiant pas pour la finale du 4x200 m nage libre, son entraîneur a choisi de reprendre immédiatement l'entraînement, poursuivant sa préparation pour les Jeux Olympiques, en l'écartant de la compétition du 1 500 m nage libre,,,,.